# Wonders of the Solar System
Wonders of the Solar System es una premiada serie de televisión de 2010 coproducida por la BBC y Science Channel, y presentada por el físico Brian Cox. Wonders of the Solar System fue emitida por primera vez en el Reino Unido en BBC Two el 7 de marzo de 2010. La serie comprende cinco episodios, cada uno de ellos se centra en un aspecto del sistema solar y cuenta una  'maravilla' relacionada con el tema. La serie fue descrita como una de las más exitosas  que han aparecido en BBC Two en los últimos años.
El 31 de marzo de 2011, la serie ganó el prestigioso  Premio Peabody por su excelencia en la realización de documentales.

## Episodios
Vivimos en un mundo de maravillas. Un lugar de asombrosa belleza y complejidad. Tenemos vastos océanos y un clima increíble. Gigantescas montañas y paisajes impresionantes.

Si piensas que esto es todo lo que hay, que nuestro planeta existe en un magnífico aislamiento, entonces estas equivocado. Somos parte de un ecosistema más amplio, que se extiende mucho más allá de la cima de nuestra atmósfera. En México se realizan más investigaciones sobre la vida para ver como esta sobrevive en las cuevas.
Como físico, estoy fascinado por cómo las leyes de la naturaleza que dieron forma a todo esto, también dan forma a los mundos que hay más allá de nuestro planeta.

Creo que estamos viviendo la mayor era de descubrimientos que nuestra civilización ha conocido. Hemos viajado a los confines más lejanos del sistema solar. Hemos fotografiado nuevos mundos extraños, posado en paisajes desconocidos, probado aire extraterrestre.
Brian Cox (Wonders of the Solar System)

### 1. "Empire of the Sun"
El primer episodio muestra como afecta la formación y el comportamiento del Sol a cada planeta del sistema solar. En este episodio, Cox visita la India para ver y explicar el funcionamiento de un eclipse total
de Sol. La aurora boreal se ve también en Noruega y  se explica el poder del Sol en el valle de la Muerte, California, Estados Unidos.

### 2. "Order Out of Chaos"
Cox empieza este episodio en Kairuán, Túnez, para analizar la órbita de los planetas alrededor del Sol y explica detalladamente cómo la inclinación de la Tierra crea las estaciones. También visita la cordillera Atlas para explicar cómo vemos la órbita de Marte. Este episodio también proporciona una visión detallada de los anillos de Saturno y los géiseres de Encélado, incluyendo imágenes vistas desde la sonda espacial Cassini-Huygens.

### 3. "The Thin Blue Line"
El tercer episodio analiza la atmósfera de los planetas y lunas del sistema solar, siendo la Tierra, Marte y Titán los principales focos. El episodio empieza con Cox viajando en un English Electric Lightning pilotado por "Mike Beachy Head" hasta una altitud de entre 16,7 y 18,3 kilómetros donde la delgadez y fragilidad de la atmósfera permitió observar a plena luz del día la transición de la luz azul al azul oscuro hasta negro. Una mirada en profundidad a Titán se ve con los archivos enviados por la sonda Huygens en su descenso hacia la superficie.

### 4. "Dead or Alive"
El cuarto episodio empieza en el Gran Cañón de Arizona, Estados Unidos, que se compara con el sistema de cañones Valles Marineris de Marte. Un viaje a Kīlauea en Hawái muestra la actividad geológica de la Tierra y, de nuevo, se compara con Marte y su Monte Olimpo. Se da un análisis del efecto gravitacional de Júpiter y de cómo este podría afectar potencialmente a mandar un asteroide que colisione con la Tierra. La misma fuerza gravitacional se muestra también para explicar la actividad geológica en Ío, una de las lunas de Júpiter.

### 5. "Aliens"
El último capítulo trata sobre la vida en ambientes extremos y cómo la búsqueda de vida en otros planetas sigue la búsqueda de agua, centrándose en Marte y la luna de Júpiter Europa. Cox empieza viajando al fondo del océano estableciendo una comparación con el viaje espacial. Se ve también el desierto de Atacama para explicar la falta de vida del mismo. Más tarde, en el desierto del Namib se explica cómo la Tierra mantiene su temperatura comparándola con Marte.